# Brachiacantha subfasciata
Brachiacantha subfasciata är en skalbaggsart som beskrevs av Étienne Mulsant 1850. Brachiacantha subfasciata ingår i släktet Brachiacantha och familjen nyckelpigor. Inga underarter finns listade i Catalogue of Life.